# USS Morris (DD-271)
USS Morris (DD-271) là một tàu khu trục lớp Clemson được Hải quân Hoa Kỳ chế tạo vào cuối Chiến tranh Thế giới thứ nhất. Nó là chiếc tàu chiến thứ sáu của Hải quân Hoa Kỳ được đặt cái tên USS Morris và là chiếc đầu tiên được đặt theo tên Thiếu tướng Hải quân Charles Morris (1784-1856), người tham gia cuộc Chiến tranh 1812. Morris ngừng hoạt động năm 1922 và bị tháo dỡ năm 1936 nhằm tuân thủ quy định hạn chế vũ trang của Hiệp ước Hải quân London thứ hai

## Thiết kế và chế tạo
Morris được đặt lườn vào ngày 20 tháng 7 năm 1918 tại xưởng tàu Squantum Victory Yard của hãng Bethlehem Shipbuilding Corporation ở Squantum, Massachusetts. Nó được hạ thủy vào ngày 12 tháng 4 năm 1919, được đỡ đầu bởi bà George E. Roosevelt, chắt của Thiếu tướng Morris; và được đưa ra hoạt động vào ngày 21 tháng 7 năm 1919 dưới quyền chỉ huy của Hạm trưởng, Trung tá Hải quân Morton Deyo.

## Lịch sử hoạt động
Morris khởi hành vào ngày 26 tháng 8 năm 1919 để đi sang vùng biển Châu Âu; băng qua eo biển Gibraltar một tháng sau đó để tiếp tục đi đến Split, Croatia (lúc đó thuộc Nam Tư). Tại đây nó gia nhập Phân đội Adriatic làm các nhiệm vụ chính trị và ngoại giao tại một khu vực đầy biến động do sự phân rã của Đế quốc Áo-Hung. Nó quay trở về New York vào ngày 21 tháng 5 năm 1920, và đã hoạt động một thời gian ngắn tại vùng bờ Đông trước khi lên đường đi San Diego, California. Băng qua kênh đào Panama, nó đi đến San Diego vào ngày 7 tháng 9, và trong chín tháng tiếp theo đã thực hiện các chuyến tuần tra ngắn về phía Nam, đến những nước bất ổn về chính trị Nicaragua và Mexico.
Morris được cho xuất biên chế tại San Diego vào ngày 15 tháng 6 năm 1922 và được đưa về Hạm đội Dự bị. Tên nó được cho rút khỏi danh sách Đăng bạ Hải quân vào ngày 19 tháng 5 năm 1936, và lườn tàu bị bán cho hãng Schiavone Bonomo Corporation ở thành phố New York vào ngày 29 tháng 9 năm 1936 để tháo dỡ.